# Calamotropha
Calamotropha är ett släkte av fjärilar som beskrevs av Philipp Christoph Zeller 1863. Enligt Catalogue of Life ingår Calamotropha i familjen Crambidae, men enligt Dyntaxa är tillhörigheten istället familjen mott.

## Bildgalleri

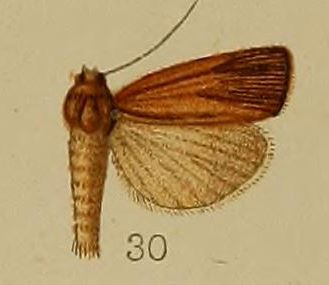
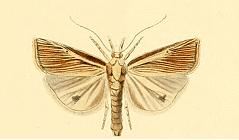
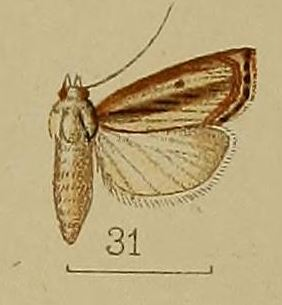
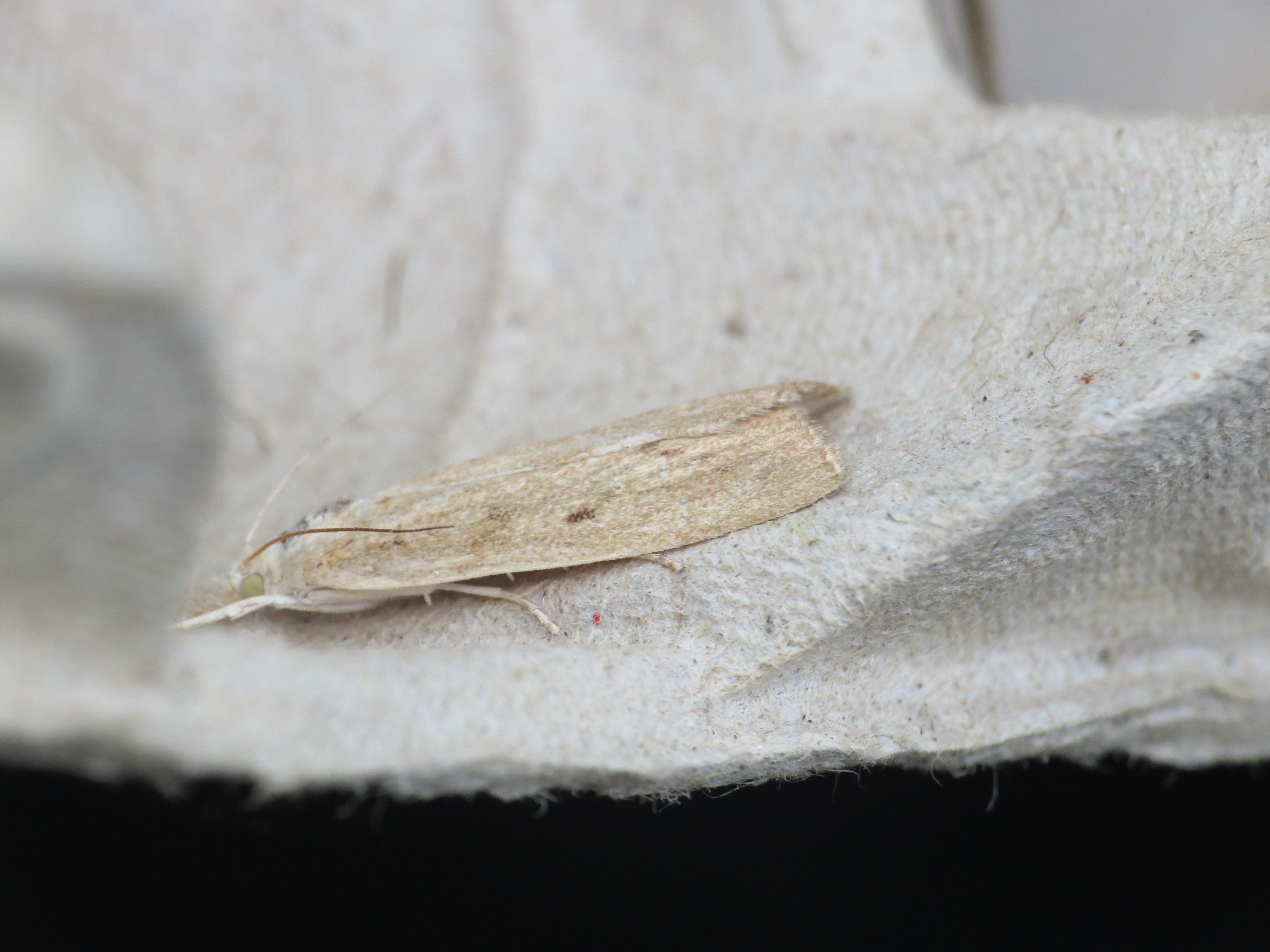
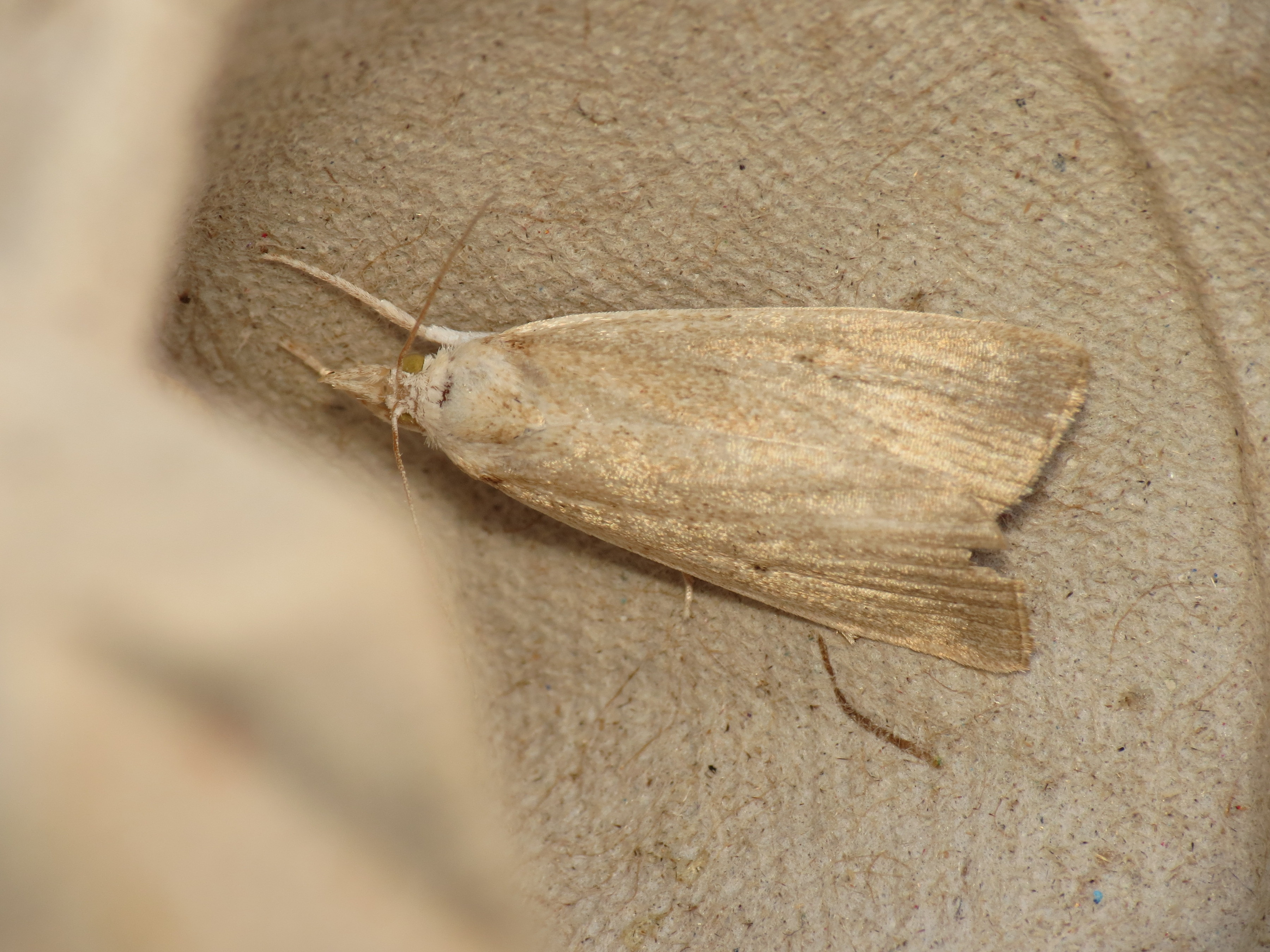
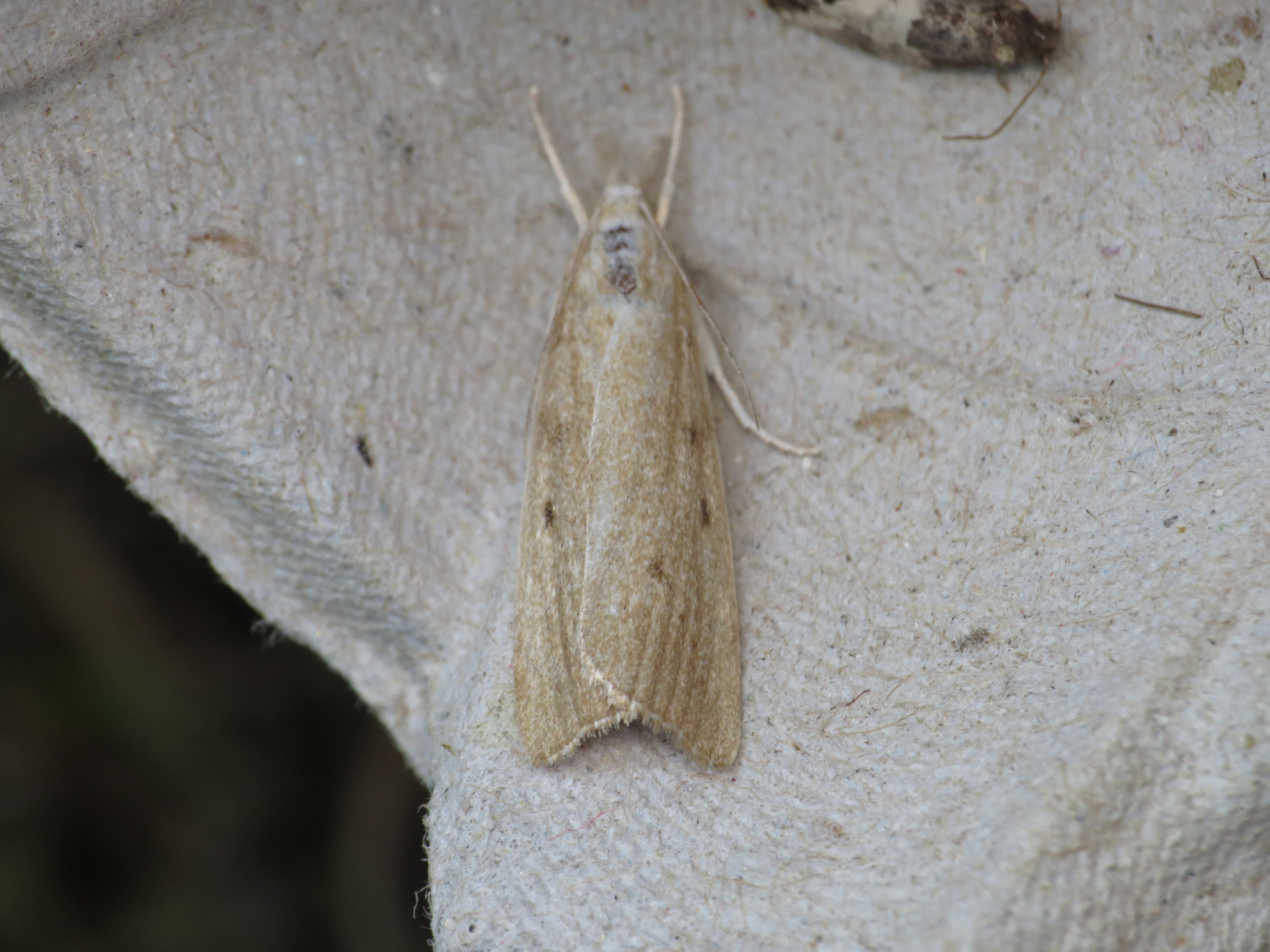

## Dottertaxa tillCalamotropha, i alfabetisk ordning[1][2]
- Calamotropha abjectella
- Calamotropha aeneiciliellus
- Calamotropha afghanistanica
- Calamotropha afra
- Calamotropha agryppina
- Calamotropha albidorsatus
- Calamotropha albistrigellus
- Calamotropha alcesta
- Calamotropha angulatus
- Calamotropha anticellus
- Calamotropha approximellus
- Calamotropha arachnophagus
- Calamotropha argenteociliella
- Calamotropha argenticilia
- Calamotropha argyrostola
- Calamotropha asagirii
- Calamotropha athena
- Calamotropha atkinsoni
- Calamotropha aureliellus
- Calamotropha azumai
- Calamotropha baibarellus
- Calamotropha bicornutella
- Calamotropha boninellus
- Calamotropha bradleyi
- Calamotropha brevilinellus
- Calamotropha brevistrigellus
- Calamotropha caesella
- Calamotropha calamosus
- Calamotropha camilla
- Calamotropha candidifer
- Calamotropha carpherus
- Calamotropha chionostola
- Calamotropha cleopatra
- Calamotropha corticellus
- Calamotropha crossospila
- Calamotropha danutae
- Calamotropha delatalis
- Calamotropha diakonoffi
- Calamotropha dielota
- Calamotropha digitatus
- Calamotropha diodonta
- Calamotropha discellus
- Calamotropha discipunctalis
- Calamotropha durandi
- Calamotropha endopolia
- Calamotropha euphrosyne
- Calamotropha famulella
- Calamotropha flaviguttellus
- Calamotropha formosella
- Calamotropha franki
- Calamotropha fulvifusalis
- Calamotropha fulvilineata
- Calamotropha fuscicostella
- Calamotropha fuscilineatellus
- Calamotropha fuscivittalis
- Calamotropha griseostrigata
- Calamotropha hackeri
- Calamotropha haplorus
- Calamotropha heliocaustus
- Calamotropha hierichuntica
- Calamotropha holodryas
- Calamotropha indica
- Calamotropha inouei
- Calamotropha inounei
- Calamotropha janusella
- Calamotropha javaica
- Calamotropha josettae
- Calamotropha joskeaella
- Calamotropha korbi
- Calamotropha kuchleini
- Calamotropha kurenzovi
- Calamotropha latellus
- Calamotropha lattini
- Calamotropha leptogrammellus
- Calamotropha leucaniellus
- Calamotropha lupatus
- Calamotropha maenamii
- Calamotropha malgasella
- Calamotropha martini
- Calamotropha megalopunctata
- Calamotropha melanosticta
- Calamotropha melli
- Calamotropha mesosoia
- Calamotropha mesostrigalis
- Calamotropha mimosa
- Calamotropha neurigrammalis
- Calamotropha nigripunctellus
- Calamotropha niveicostellus
- Calamotropha nivellus
- Calamotropha obliterans
- Calamotropha obtusellus
- Calamotropha oculalis
- Calamotropha okanoi
- Calamotropha olarui
- Calamotropha orontella
- Calamotropha owadai
- Calamotropha paludella
- Calamotropha papuella
- Calamotropha parramattellus
- Calamotropha psaltrias
- Calamotropha pseudodielota
- Calamotropha punctivenellus
- Calamotropha purellus
- Calamotropha robustella
- Calamotropha sattleri
- Calamotropha saturnella
- Calamotropha schonnmanni
- Calamotropha shibuyae
- Calamotropha shichito
- Calamotropha shwarzi
- Calamotropha sienkiewiczi
- Calamotropha stachi
- Calamotropha subalcesta
- Calamotropha subdiodonta
- Calamotropha subfamuellus
- Calamotropha subterminellus
- Calamotropha sumatraella
- Calamotropha surifusalis
- Calamotropha sybilla
- Calamotropha tonsalis
- Calamotropha torpidellus
- Calamotropha toxophorus
- Calamotropha tripartitus
- Calamotropha typhivorus
- Calamotropha unicolorellus
- Calamotropha wallengreni
- Calamotropha venera
- Calamotropha virra
- Calamotropha xanthypa
- Calamotropha yamanakai
- Calamotropha zoma